# Шарл Льобрюн
Шарл Льобрюн (на френски: Charles Lebrun, също и Le Brun; кръстен на 24 февруари 1619 – 12 февруари 1690) е известен френски художник и теоретик на изкуството от XVII век, от епохата на класицизма. Творил най-вече по времето на Луи XIVи оставя много негови портрети. Определян е като „пръв художник на краля“, който го нарича „най-великият художник на всички времена“.

## Живот

### Преди Луи XIV
Роден е в Париж, но корените му са от Пикардия. От малък става любимец на канцлера на Франция Пиер Сегюе, който го изпраща да учи в школата на Симон Вуе. Кардинал Ришельо също е впечатлен от работите на младежа, както и най-известният художник от първата половина на века – Никола Пусен. През 1642 г. отпътува заедно с него към Рим, за да продължи да се учи. Повлиява се много от Пусен и от Пиетро да Кортона. Четири години по-късно се връща в Париж и получава сериозни поръчки: да рисува на религиозни теми и да украсява дворци. Най-известната му декораторска работа през тези ранни години е във Во льо Виконт, дворецът на суперинтенданта Никола Фуке, който служи като модел на Версайския дворец. Прочува се и с украсата на Отел Ламбер – голяма сграда на брега на Сена в Париж.
Льобрюн е сред основателите на Френската академия за изобразително изкуство през 1648 г. и най-влиятелна личност в нея през ранните ѝ години. От 1655 е председател, а от 1663 – пожизнено на този пост. Съдейства на Колбер за превръщането ѝ в извор на десетки талантливи художници и за създаването на Национална художествена школа в страната. През 1660 г. те превръщат фабриката на фамилията Гоблен в център за производство на гоблени и всякакви тапицирани мебели, нужни за многобройните кралски дворци. Над 250 души работят в нея.

### Льобрюн и Кралят-слънце
Първата поръчка от Луи XIV идва през 1661 г. – картина, посветена на Александър Велики, с когото кралят самоласкателно се оприличава. Нарича се Палатката на Дарий и е високо оценена. В резултат Льобрюн получава мястото на „пръв художник на краля“ (Premier peintre du Roi), огромна заплата (12 000 ливри годишно) и аристократична титла (1662). Получава също така „кралска резиденция, лукса на богатата държава, помощници, милостта на краля, патронажа на министър и всеобщото одобрение“. Според Енциклопедия Британика от този момент „той получава такова огромно влияние върху френския артистичен живот, каквото никой не е постигал до времето на Жак-Луи Давид в края на ХVІІІ в.“
Главната причина за възхода на Льобрюн е съвпадението на неговия вкус с този на краля. Художникът продължава темата за Александър с редица патетични картини (Александър и Пор, Александър и семейството на Дарий). Поверена му е цялата украса на кралските дворци, Луи му позволява да създаде концепциите, запазва само правото си на окончателно одобрение. Това включва и Версай – най-големият архитектурен проект на френския XVII в. Там Льобрюн създава Залата на войната и мира и особено прочутата Galerie des Glaces (Огледалната зала) – 1679 – 1684. Междувременно пътува с краля до Фландрия, където запечатва в платната си някои успехи на френската армия. Това често включва самия Луи, който номинално води военните действия (виж Холандска война).
Смъртта на Колбер през 1683 г. – голям покровител на художника, се отразява неблагоприятно върху кариерата му. Въпреки че продължава да го подкрепя, кралят се повлиява от негативното отношение на новия силен човек – маркиз дьо Лувоа. Постепенно поръчките към Льобрюн намаляват и през 1690 г. той умира в дома си.

## Творчество
Преди всичко Шарл Льобрюн е много плодовит художник. Той е неуморен. „Всичко, което се рисуваше във Франция, се базираше на негови планове и скици“. Украсява частни домове, Версай, Тюйлери, Лувъра, дори нови бойни кораби. Рисува религиозни и батални картини, множество портрети. Увлича след себе си стотици ентусиасти. За работата му във Версай Чарлз Кафин пише:
| „ | ...Льобрюн и неговата армия от художници бяха неизтощими, докато създаваха вътрешната украса. Това, което започваше като придворно ласкателство към един човек, се превръщаше в бляскаво изкуство... | “ |

Повечето му платна се пазят във Версай, Лувъра и Кралската галерия в Монако.
След смъртта на Шарл Льобрюн е издаден негов трактат на име „Начин да се научим да рисуваме страстта“ (Méthode pour apprendre à dessiner les passions). В него той съветва изобразителното изкуство да изразява най-вече емоциите на твореца.
През 2013 г. при ремонт в хотел Риц в Париж е открита неизвестна огромна картина на Льобрюн. Платното от 1647 г. изобразява убийството на троянската принцеса Поликсена. Принадлежало е на известната дизайнерка Коко Шанел и е продадено на търг за 500 000 евро.

## Галерия
- Исторически картини
- Александър и цар Пор (1673)
- Влизането на Александър във Вавилон (1665)
- Цариците на Персия в краката на Александър (Палатката на Дарий ІІІ)
- Обожествяването на Еней (1642 – 1645)

- Религиозни картини
- Мъченичеството на Св. Йоан (1642)
- Обожанието на пастирите (1689)
- Дедал и Икар (1646)
- Сънят на бебето Исус (1655)

- Портрети на Луи ХІV
- Портрет на Луи ХІV (1661 или 1662)
- Конен портрет, неизв. година
- Конен портрет (1668)
- Апотеоз на Луи ХІV (1677)